# Stazione di Campo Tizzoro
La stazione di Campo Tizzoro era una stazione ferroviaria della Ferrovia Alto Pistoiese, linea a gestione privata operante sulla Montagna Pistoiese, a Campo Tizzoro, frazione del comune di San Marcello Piteglio.

## Caratteristiche
La stazione si colloca lungo la statale Pistoiese nei pressi degli stabilimenti della Società Metallurgica Italiana a quota 693 m s.l.m.
Il fabbricato viaggiatori si articola su due livelli collegati esternamente da una scala protetta da un portico. A causa della notevole pendenza della strada non era dotata di un raddoppio di binario per lo scambio dei treni, ma solamente di un binario tronco di ricovero.
Nei pressi si trovavano inoltre due raccordi che collegavano la ferrovia direttamente all'interno degli stabilimenti SMI.

## Storia
Fu inaugurata il 21 giugno 1926, insieme all'apertura della ferrovia FAP, come fermata dotata di fabbricato viaggiatori di dimensioni ridotte rispetto all'attuale e chiamata "Campo di Zoro". Fu portata al ruolo di stazione e ampliata fino alle dimensioni attuali nel 1936. Cessò il servizio il 30 settembre 1965 con la dismissione della ferrovia.